# Alexander Michailowitsch Scholochow

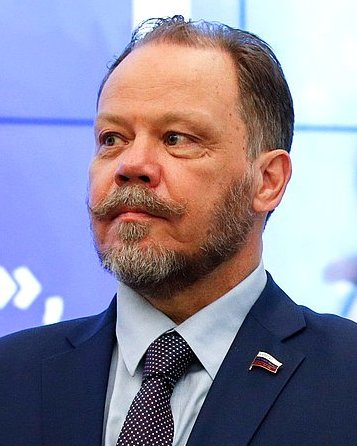
Alexander Michajlowitsch Scholochow (2022)

Alexander Michailowitsch Scholochow (russisch Александр Михайлович Шолохов, *26. Januar 1962 in Moskau, Russische SFSR) ist ein russischer Politiker und Biologe. Er ist Mitglied der 7. Staatsduma, Direktor des Nationalen Scholochow Museums in den Jahren 2001–2016, und Kandidat der Biologischen Wissenschaften.
Er ist ein Enkel des Schriftstellers Michail Alexandrowitsch Scholochow und Sohn von Michail Michailowitsch Scholochow.

## Biografie
Alexander Michailowitsch Scholochow wurde am 25. Januar 1962 in Moskau geboren. Er machte 1984 seinen Abschluss an der Fakultät für Biologie und Boden an der Staatlichen Rostower Universität (heute Südliche Föderale Universität) und arbeitete später als Dozent dort.
Er studierte auch an der Graduiertenschule der Moskauer Staatlichen Universität. Kandidat der biologischen Wissenschaften (1989).
Seit 1989 war er Angestellter des Nationalen Scholochow Museums in Wjoschenskaja Staniza. Im Jahr 1999 absolvierte er ein Studium an der Staatliche Wirtschaftsuniversität Rostow mit dem Schwerpunkt Rechtswissenschaft. In den Jahren 2001 bis 2016 war er Direktor des Nationalen Scholochow Museums.
In den Jahren 2003 bis 2008 war er Abgeordneter der Gesetzgebenden Versammlung der Oblast Rostow.
Im Jahr 2014 wurde er Mitglied des Präsidiums des Rates unter dem Präsidenten der Russischen Föderation für Kultur und Kunst. Im Jahr 2016 wurde er zum Präsidenten des Russischen Komitees der Internationalen Union der Museen gewählt.
Am 18. September 2016 wurde er zum Abgeordneten der 7. Staatsduma gewählt. Er ist Mitglied der Partei "Einiges Russland" und stellvertretender Vorsitzender des Kulturausschusses der Staatsduma.
Er wurde mit dem Orden der Ehre ausgezeichnet.